# Littérature en Interlingua
La littérature en Interlingua est la collection d'œuvres écrites en Interlingua.
Gode avait une conception extrêmement limitée des domaines d'utilisation possibles ou souhaitables de l'Interlingua. Son héritage se compose principalement de plusieurs centaines de résumés en Interlingua d'articles scientifiques des années 1950 et 1960, ainsi que de deux petites collections de nouvelles... sans grande valeur littéraire. Les premières œuvres écrites en Interlingua sont des livres pour apprendre la langue, tels que Interlingua English Dictionary et A Brief Grammar of Interlingua for Readers, publiés tous deux en 1954. Ils furent accompagnés en 1954 de Interlingua a Prime Vista et, un an plus tard, de Interlingua: A Grammar of the International Language, cette fois-ci écrite par Gode et Blair.
Dès 1960, Eric Ahlström commença à traduire et éditer des cahiers de littérature belletristique dans sa série Scriptores scandinave in INTERLINGUA: Episodio con perspectiva (Harald Herdal, 1960) ; Un desertor (Bo Bergman, 1961) et Le nove vestimentos del imperator (H.C. Andersen, 1961).
L'un des auteurs les plus prolifiques en Interlingua était le Suédois Sven Collberg (1919-2003). Sa première publication en Interlingua, Alicubi-Alterubi, était un opuscule de 18 poèmes originaux. La même année, il publia Cunate tu es a mi mar, un livre de 100 poèmes traduits de langues du monde entier et de poésie du passé jusqu'à son époque. Parmi ses autres œuvres figurent Inter le stellas (1975), Le prince e altere sonetos (1977), Lilios, Robores (1979), Prosa (1980) et Versos grec (1987).
Dans la décennie des années 1970, Carolo Salicto publia Volo asymptotic (1970), une collection de poèmes originaux et de deux poèmes traduits. Celestina le gallina del vicina et Hannibalo le gallo del vicino furent publiés en 1971. Sept contes, également de H.C. Andersen, furent traduits en 1975. Toujours dans cette décennie, Alexander Gode publia Un dozena de breve contos (1975) et Sven Collberg publia la traduction de l'œuvre précédemment mentionnée Inter le stellas, une œuvre de Casemir Wishlace.
Alexander Gode publia Dece Contos en 1983.
Dans les années 1990, de nombreuses traductions furent réalisées, comme Le familia del antiquario, de Carlo Goldoni, traduite en 1993, et Le Albergatrice, du même auteur, traduite deux ans plus tard. D'autres œuvres traduites dans cette décennie comprennent Contos e historias de H.C. Andersen (traduit en 1995) et Le pelegrinage de Christiano de John Bunyan (1994).
Vicente Costalago publia la nouvelle originale Juliade en 2022, suivie de Poemas, également publiée la même année. Kilglan, du même auteur, fut publié en 2023.
Dans le numéro 46 de Posta Mundi, de mars 2025, Eduardo Ortega, également connu sous le nom de Le Canario Interlinguista, publia Sonetto del depression, où apparaissait également Ad su prude dama d'Andrew Marvel, traduit par Martin Lavallée, qui traduisait également L’Albatros de Charles Baudelaire.